# Amt Dänischer Wohld
L’ amt Dänischer Wohld est un amt, c'est-à-dire une forme d'intercommunalité du Schleswig-Holstein, dans l'arrondissement de Rendsburg-Eckernförde, dans le Nord de l'Allemagne. Il regroupe sept municipalités :
1. Felm
2. Lindau
3. Neudorf-Bornstein
4. Neuwittenbek
5. Osdorf
6. Schinkel
7. Tüttendorf

## Source de la traduction
- (de) Cet article est partiellement ou en totalité issu de l’article de Wikipédia en allemand intitulé « Amt Dänischer Wohld » (voir la liste des auteurs).